# Croix de Saint-Marcel-Campes
La croix de Saint-Marcel-Campes est une croix médiévale située sur le territoire de la commune de Saint-Marcel-Campes, en France.

## Localisation
La croix est située à l'intérieur de l'église de la Nativité de Campes, sur le territoire de la commune de Saint-Marcel-Campes (anciennement Campes), dans le département du Tarn, en région Occitanie, en France.

## Historique
La croix date sans doute du XVe siècle de par le style qu'elle propose. Initialement,la croix se trouvait sur un socle à l'extérieur de l'église mais des intempéries vers la fin du XIXe siècle l'ont fait chuter et brisée en plusieurs morceaux. Fortement dégradée par cet évènement, elle fut réparée et exposée à l'intérieur de l'église.
La croix est classée au titre des monuments historiques par arrêté du 2 août 1893.

## Description
La croix est en grès rougeâtre (« Pierre de Salles »). La structure de la croix est formée de deux tiges prismatiques à huit côtés et l'extrémité de chaque montant est orné de couronnes fleuronnées. De petite dimension, elle présente un tableau de chaque côté de la croix, : un côté représente un « vierge de pitié » (Pietà) où la Vierge Marie, entourée, selon la tradition iconographique, de Saint Jean et de Marie-Madeleine soutiennent le cadavre du Christ. Au dessus de la Vierge, un ange à ailes déployées tient une couronne. L'autre côté présente une scène dont il est difficile de tirer des conclusions du fait de la dégradation de la croix,. La scène décrit un prêtre ou un moine, une femme à sa droite et un diable. Peut-être s'agit-il d'une scène d'exorcisme ou la version imagée d'une conversion. A la base de la croix, un écusson était sculpté, mais fortement dégradé, il ne permet pas de deviner le donateur de la croix.